# 劳伦斯·韦努蒂
劳伦斯·韦努蒂（英語：Lawrence Venuti，1953年—），美国翻译理论家、翻译历史学家，意大利语、法语和加泰罗尼亚语翻译家。

## 思想影响
韦努蒂专注从事翻译理论和实践。学界认为韦努蒂是现代翻译理论中最具批判性的人物之一，其立场往往与主流理论家立场大相径庭。韦努蒂经常指出译者是一个看不见的人物。自从韦努蒂涉足翻译以来，他一直从事翻译批评。